# Сигоска

Сигоска — река в России, протекает в Угранском районе Смоленской области. Левый приток Сигосы.

## География
Река Сигоска берёт начало в лесах южнее покинутой деревни Казаковка. Течёт на северо-восток и впадает в Сигосу в районе деревни Якимцево. Устье реки находится в 19 км по левому берегу реки Сигоса. Длина реки составляет 17 км.

## Данные водного реестра
По данным государственного водного реестра России относится к Окскому бассейновому округу, водохозяйственный участок реки — Угра от истока и до устья, речной подбассейн реки — Бассейны притоков Оки до впадения Мокши. Речной бассейн реки — Ока.
По данным геоинформационной системы водохозяйственного районирования территории РФ, подготовленной Федеральным агентством водных ресурсов:
- Код водного объекта в государственном водном реестре — 09010100412110000020859
- Код по гидрологической изученности (ГИ) — 110002085
- Код бассейна — 09.01.01.004
- Номер тома по ГИ — 10
- Выпуск по ГИ — 0